# Gessie församling
Gessie församling var en församling i Lunds stift och i Vellinge kommun. Församlingen uppgick 2002 i Vellinge-Månstorps församling.

## Administrativ historik
Församlingen har medeltida ursprung. Mellan 1902 och 1985 skrevs namnet Gässie församling.
Församlingen var till 1962 moderförsamling i pastoratet Gessie och Eskilstorp som från 1 maj 1924 även omfattade Arrie och Hököpinge församlingar. Från 1962 till 2002 var församlingen annexförsamling i pastoratet Vellinge, Gessie, Eskilstorp och Hököpinge som åtminstone från 1998 även omfattade Västra Ingelstads, Östra Grevie, Mellam-Grevie, Södra Åkarps och Arrie församlingar. Församlingen uppgick 2002 i Vellinge-Månstorps församling.

## Kyrkor
- Gessie kyrka